# Mitropapokal 1935
Der Mitropapokal 1935 war die 9. Auflage des internationalen Cupwettbewerbs. Es nahmen wiederum die besten Mannschaften Österreichs, Ungarns, der Tschechoslowakei und Italiens teil. Es handelte sich zumeist um die Meister, Vizemeister und Cupsieger der jeweiligen Länder. Die Teilnehmer spielten im reinen Pokalmodus mit Hin- und Rückspielen im wichtigsten kontinentalen Fußballwettbewerb in der Zeit vor dem Zweiten Weltkrieg. Bei Gleichstand nach zwei Spielen wurde ein Entscheidungsspiel durchgeführt. Alle 16 Vereine starteten im Achtelfinale. Der Titelverteidiger FC Bologna war diesmal nicht am Start. Der Finalist des Vorjahres SK Admira Wien schied bereits im Achtelfinale aus. Überraschend war auch das frühe Ausscheiden des Mitfavoriten auf den Titelgewinn SK Rapid Wien gegen den tschechischen Vertreter SK Židenice.
Sparta Prag holte bei seiner dritten Finalteilnahme nach 1927 und 1930 gegen Ferencváros Budapest, das zum zweiten Mal nach 1928 im Finale stand, als zweiter Verein in der Geschichte des Wettbewerbs seinen zweiten Titel. Beide Endspiele wurden wie im Vorjahr von englischen Schiedsrichtern geleitet. Torschützenkönig des Wettbewerbs wurde der Ungar György Sárosi von Finalisten Ferencváros mit neun Treffern.

## Achtelfinale
Die Hinspiele fanden am 15., 16. und 18., die Rückspiele am 22. und 23. Juni 1935 statt.
|                             | Gesamt |                          | Hinspiel | Rückspiel |
| --------------------------- | ------ | ------------------------ | -------- | --------- |
| SK Admira Wien              | 4:9    | Hungaria FC MTK Budapest | 3:2      | 1:7       |
| AS Rom                      | 3:9    | Ferencváros Budapest     | 3:1      | 0:8       |
| Újpest FC                   | 3:6    | AC Florenz               | 0:2      | 3:4       |
| AS Ambrosiana Inter Mailand | 3:8    | FK Austria Wien          | 2:5      | 1:3       |
| SK Židenice                 | 5:4    | SK Rapid Wien            | 3:2      | 2:2       |
| Viktoria Pilsen             | 4:8    | Juventus Turin           | 3:3      | 1:5       |
| Szeged FC                   | 1:5    | Slavia Prag              | 1:4      | 0:1       |
| First Vienna FC             | 4:6    | Sparta Prag              | 1:1      | 3:5       |

## Viertelfinale
Die Hinspiele fanden am 29. und 30. Juni, die Rückspiele am 7. und 6. Juli 1935 statt.
|                          | Gesamt |                      | Hinspiel | Rückspiel |
| ------------------------ | ------ | -------------------- | -------- | --------- |
| Slavia Prag              | 2:2    | FK Austria Wien      | 1:0      | 1:2       |
| Sparta Prag              | 8:4    | AC Florenz           | 7:1      | 1:3       |
| SK Židenice              | 5:8    | Ferencváros Budapest | 4:2      | 1:6       |
| Hungaria FC MTK Budapest | 2:4    | Juventus Turin       | 1:3      | 1:1       |

### Entscheidungsspiel
Das Spiel fand am 14. Juli 1935 statt.
|                 | Ergebnis |             |
| --------------- | -------- | ----------- |
| FK Austria Wien | 5:2      | Slavia Prag |

## Halbfinale
Die Hinspiele fanden am 16. und 21., die Rückspiele am 21. und 28. Juli 1935 statt.
|                      | Gesamt |                 | Hinspiel | Rückspiel |
| -------------------- | ------ | --------------- | -------- | --------- |
| Sparta Prag          | 3:3    | Juventus Turin  | 2:0      | 1:3       |
| Ferencváros Budapest | 6:5    | FK Austria Wien | 4:2      | 2:3       |

### Entscheidungsspiel
Das Spiel fand am 28. Juli 1935 im Stadion Rankhof in Basel (Schweiz) statt.
|             | Ergebnis |                |
| ----------- | -------- | -------------- |
| Sparta Prag | 5:1      | Juventus Turin |

## Finale

### Hinspiel
| Ferencváros Budapest                             | Ferencváros Budapest | Sparta Prag | Sparta Prag |
| ------------------------------------------------ | --- | --- | ----------- |
| Ferencváros Budapest                             | \| 8. September 1935 in Budapest (Üllői út) \| \| Ergebnis: 2:1 (2:0) \| \| Zuschauer: 34.000 \| \| Schiedsrichter: William Walter Walden ( England) \|                        | \| 8. September 1935 in Budapest (Üllői út) \| \| Ergebnis: 2:1 (2:0) \| \| Zuschauer: 34.000 \| \| Schiedsrichter: William Walter Walden ( England) \|                                                                         | Sparta Prag |
| Ferencváros Budapest                             | József Háda – Gyula Polgár, Lajos Korányi – Károly Mikes, János Móré, Nándor Bán – Mihai Tänzer, Gyula Kiss, György Sárosi , Géza Toldi, Tibor Kemény Cheftrainer: Zoltán Blum | Bohumil Klenovec – Jaroslav Burgr , Josef Čtyřoký – Josef Košťálek, Jaroslav Bouček, Erich Srbek – Ferdinand Faczinek, Oldřich Zajíček, Raymond Braine, Oldřich Nejedlý, Géza Kalocsay Cheftrainer: Ferenc Szedlacsek ( Ungarn) | Sparta Prag |
| Ferencváros Budapest                             | 1:0 Geza Toldi (16.) 2:0 Gyula Kiss (27.) | 2:1 Raymond Braine (71.) | Sparta Prag |
| 8. September 1935 in Budapest (Üllői út)         | | |             |
| Ergebnis: 2:1 (2:0)                              | | |             |
| Zuschauer: 34.000                                | | |             |
| Schiedsrichter: William Walter Walden ( England) | | |             |

### Rückspiel
| Sparta Prag                                  | Sparta Prag | Ferencváros Budapest | Ferencváros Budapest |
| -------------------------------------------- | --- | --- | -------------------- |
| Sparta Prag                                  | \| 15. September 1935 in Prag (Masaryk-Stadion) \| \| Ergebnis: 3:0 (2:0) \| \| Zuschauer: 56.000 \| \| Schiedsrichter: Bert Fogg ( England) \|                                                                                  | \| 15. September 1935 in Prag (Masaryk-Stadion) \| \| Ergebnis: 3:0 (2:0) \| \| Zuschauer: 56.000 \| \| Schiedsrichter: Bert Fogg ( England) \|                                | Ferencváros Budapest |
| Sparta Prag                                  | Bohumil Klenovec – Jaroslav Burgr , Josef Čtyřoký – Josef Košťálek, Jaroslav Bouček, Ludevít Radó – Ferdinand Faczinek, Oldřich Zajíček, Raymond Braine, Oldřich Nejedlý, Géza Kalocsay Cheftrainer: Ferenc Szedlacsek ( Ungarn) | József Háda – Gyula Polgár, Lajos Korányi – Károly Mikes, János Móré, Nándor Bán – Mihai Tänzer, Gyula Kiss, György Sárosi , Géza Toldi, Tibor Kemény Cheftrainer: Zoltán Blum | Ferencváros Budapest |
| Sparta Prag                                  | 1:0 Ferdinand Facsinek (26.) 2:0 Raymond Braine (34.) 3:0 Raymond Braine (69.) | | Ferencváros Budapest |
| 15. September 1935 in Prag (Masaryk-Stadion) | | |                      |
| Ergebnis: 3:0 (2:0)                          | | |                      |
| Zuschauer: 56.000                            | | |                      |
| Schiedsrichter: Bert Fogg ( England)         | | |                      |

## Beste Torschützen
| Rang | Spieler            | Klub                     | Tore |
| ---- | ------------------ | ------------------------ | ---- |
| 1    | György Sárosi      | Ferencváros Budapest     | 9    |
| 2    | Matthias Sindelar  | FK Austria Wien          | 8    |
| 3    | Oldřich Zajíček    | Sparta Prag              | 7    |
|      | Raymond Braine     | Sparta Prag              | 7    |
| 5    | Felice Borel       | Juventus Turin           | 6    |
|      | Ferdinand Faczinek | Sparta Prag              | 6    |
|      | Gyula Kiss         | Ferencváros Budapest     | 6    |
|      | Géza Toldi         | Ferencváros Budapest     | 6    |
| 9    | Giovanni Ferrari   | Juventus Turin           | 5    |
|      | Oldřich Nejedlý    | Sparta Prag              | 5    |
| 11   | Václav Průša       | SK Židenice              | 4    |
|      | Heinrich Müller    | Hungaria FC MTK Budapest | 4    |
|      | Pál Titkos         | Hungaria FC MTK Budapest | 4    |
|      | Josef Stroh        | FK Austria Wien          | 4    |